# Graciano Rocchigiani
Graciano „Rocky” Rocchigiani (ur. 29 grudnia 1963 w Rheinhausen, zm. 1 października 2018 na Sycylii) – niemiecki bokser.

## Życiorys
Karierę zawodową rozpoczął w 1983 po tym, jak w 1982 wywalczył tytuł amatorskiego mistrza Niemiec w kategorii lekkopółśredniej. W 1988 zdobył pas IBF w wadze średniej po pokonaniu Vincenta Boulware’a. W 1998 zdobył pas WBC w wadze półciężkiej po wygranej niejednogłośną decyzją z Michaelem Nunnem.
Jedyną porażkę przez nokaut Rocchigiani zaliczył w walce z Dariuszem Michalczewskim w 2000. Była to druga walka tych bokserów. Pierwsza odbyła się w 1996 i Rocchigiani w nieprzepisowy sposób znokautował wtedy Michalczewskiego (po komendzie sędziego, aby przestać klinczować) i przegrał przez dyskwalifikację.
Koniec kariery ogłosił w 2003.
W 2006 trafił na pół roku do więzienia za pobicie kierowcy taksówki.
Był młodszym bratem Ralfa Rocchigianiego, który w ostatnich latach kariery Rocky’ego wspomagał go jako trener.